# Joseph Francis

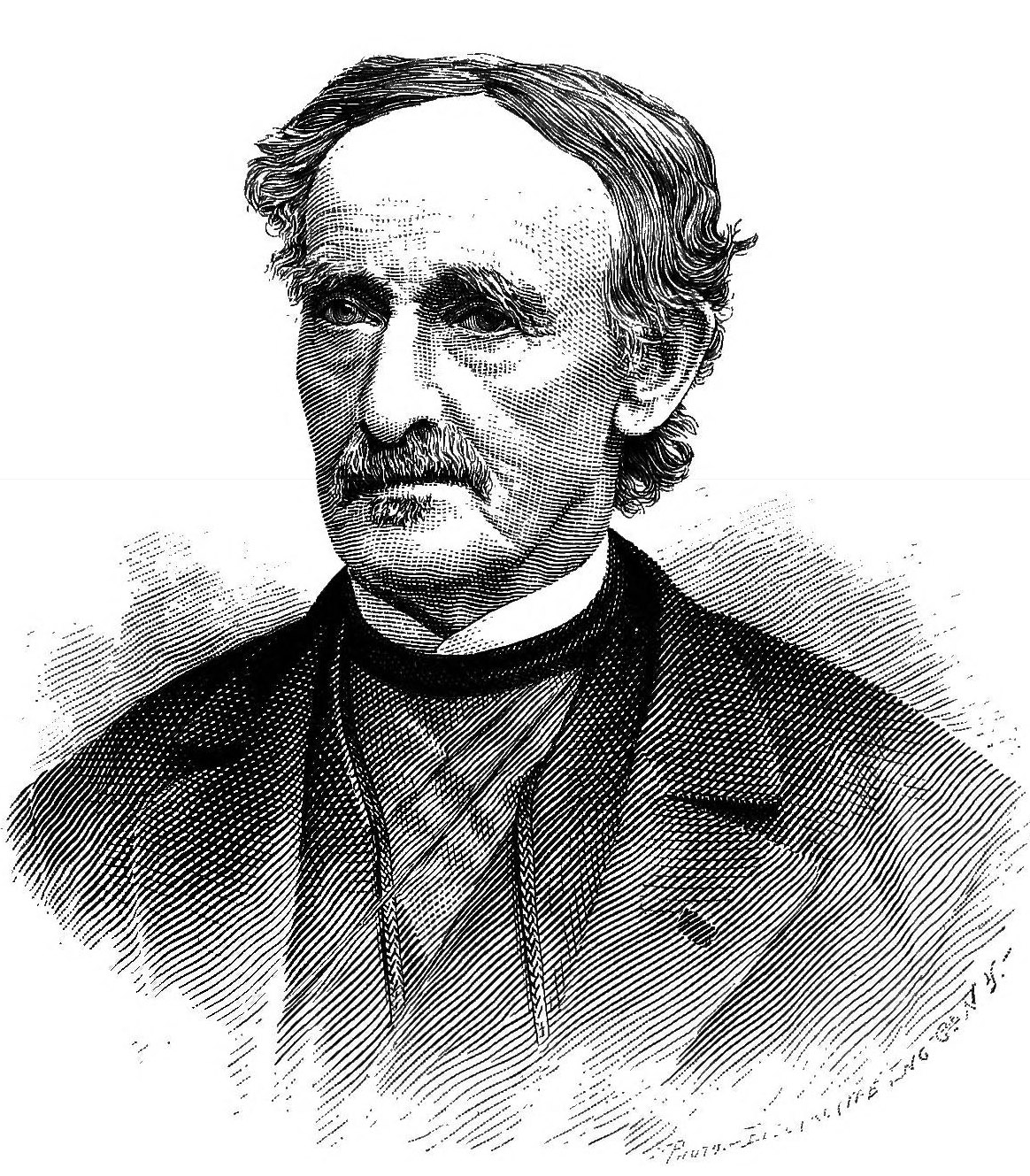
Joseph Francis

Joseph Francis (* 12. März 1801 in Boston, Massachusetts (USA); † 10. Mai 1893 in New York City) war ein US-amerikanischer Erfinder des 19. Jahrhunderts, der sich sein ganzes Leben lang intensiv mit der Verbesserung der maritimen Sicherheitsausrüstung beschäftigt hatte. Sein besonderes Interesse galt dabei der Erfindung und Entwicklung von Rettungsgeräten für die Seeschifffahrt. Seine bedeutendsten Erfindungen waren die Francis-Rettungskapsel (LIFE-CAR) und das Francis-Rettungsboot (LIFE-BOAT).

## Leben
Schon während seiner Jugendzeit in Boston beschäftigten J.F. die vielen Schiffswracks im Hafen und er machte sich Gedanken über die damit verbundenen Schicksale. So reifte in ihm die Idee zur Konstruktion eines unsinkbaren Rettungsbootes, um die Seefahrt sicherer zu machen. Nach dem frühen Tod seines Vaters arbeitete er als 11-jähriger im Bootsbaubetrieb seines Onkels. Dort entwarf und baute er aus Holz sein erstes Boot, dem er durch die Verwendung von Kork einen größeren Auftrieb verliehen hatte. Er konnte nachweisen, dass es im vollgeschlagenen Zustand noch in der Lage war vier Personen zu tragen. Mit achtzehn Jahren gewann er seinen ersten Preis in einem öffentlichen Wettbewerb für ein unsinkbares Ruderboot.
Als er das Erwachsenenalter erreicht hatte, zog er nach New York und eröffnete ein eigenes Bootsbaugeschäft. 1825 benannte er seine Ausflugsboote, die er mit Kork an Bug und Heck ausstattete, als „life pleasure boats“, weil sie mehr Auftrieb besaßen. Seitdem versah er alle seine Konstruktionen mit dem Zusatz „life“. Er begann mit verschiedenen Bootskonstruktionen aus Holz zu experimentieren und reichte 1832 für sein „screw boat“ das erste Patent ein, denn es konnte in Einzelteilen transportiert und für den Einsatz zusammengeschraubt werden. In den Folgejahren konstruierte er verschiedene Rettungsboote, die er neben Kork auch mit luftdichten Metallkästen ausstattete, sodass sie als unsinkbar galten. Vielfach konnte er seine Boote als Rettungsboote von Passagierschiffen verkaufen, wodurch er seinen Ruf als Bootsbauer festigte.(S. 5)
Im Jahr 1837 baute J.F. erstmals ein hölzernes Boot als Selbstaufrichter, das mit einem Selbstlenzsystem ausgestattet war. Mit seinem flachen Kiel war es zum Rudern und zum Segeln geeignet. Der Kork und die Luftkästen unterstützten dabei die aufrichtenden Kräfte aus dem Ballast im Boden und dem eisernen Kiel. Seine Präsentation mit Demonstration der Selbstaufrichtung vor den Kaufleuten und Schiffseignern in New York und Philadelphia brachte eine überwältigende Resonanz.(S. 6) Die Nachricht von der Überlegenheit seiner Konstruktion verbreitete sich auch im Ausland, sodass er Aufträge aus aller Welt erhielt. 1839 gab das Amerikanische Institut eine Empfehlung heraus, dass alle seegängigen Schiffe Francis-Rettungsboote mitführen sollten. Außerdem wurde es als wünschenswert erachtet, wenn alle Schiffe der Marine damit ausgerüstet würden.(S. 7)
Ebenfalls 1839 erhielt J.F. sein zweites US-Patent mit der Nr. 1067 für eine Ankerrettungsbarkasse (Life and Anchor Boat), die auf Grund gelaufenen Schiffe helfen sollte. Die Barkasse hatte einen doppelten Boden mit großen Luftzylindern und zusätzliche Auftriebstanks an den Enden des Bootes. Über zwei große Öffnungen mit Winden konnte das kleine Boot den Anker des Schiffs aufnehmen und ins tiefe Wasser transportieren. Dort abgeworfen sollte das Schiff sich selber wieder von der Strandungsstelle ins Fahrwasser ziehen können.
1841 änderte J.F. sein Konzept für ein Rettungsboot. Anstatt sich auf die Selbstlenzung und Selbstaufrichtung zu verlassen, legte er sein Augenmerk auf die Erhöhung des Auftriebs und die Reduzierung des Gewichts. Als Ergebnis reichte er sein drittes US-Patent mit Nr. 2018 ein. Durch luftdichte Kupfertanks, mit Gas oder Luft gefüllt, sollte dem Boot zusätzlicher Auftrieb verliehen werden und Löcher im doppelten Boden waren für ein selbständiges Lenzen vorgesehen. Für ihn war es "... das beste und sicherste Rettungsboot" und er behauptete, dass "... es sich von allen seinen früheren Erfindungen unterscheidet". Tatsächlich war es nur eine geringfügige Änderung seines US-Patents Nr. 1067 von 1839.
Sein Hauptinteresse galt aber dem Bau des „idealen“ Rettungsbootes, das möglichst leicht aber dennoch stabil war, um harte Grundberührungen überstehen zu können. Es sollte möglichst 'hoch auf den Wellen' fahren und einen geringen Tiefgang aufweisen mit dem Ziel, Passagiere jederzeit und unabhängig von den Wind- und Seegangsverhältnissen sicher über die See und durch die Brandung (engl. surf) zu bringen. Holzkonstruktionen verwarf er, da die ausreichende Stabilität nur durch den Einbau von zusätzlichen Verstärkungen und Aussteifungen erreichen werden konnten, wodurch das Boot aber zu schwer und der Raum für die Besatzung stark reduziert wurde. Daher begann er mit Metall zu experimentieren. Sein größtes Problem bei der Konstruktion war es, das Metall in die rundliche Form zu bringen und dabei das Gesamtgewicht zu reduzieren. Die Lösung bestand in der Verwendung von Wellblech aus verzinktem Eisen, das er durch eine hydraulische Presse in Form bringen konnte. Das Rippen des Blechs (Kannelierung) gab die nötige Steifigkeit bei geringem Gewicht um die Belastungen durch Wellen und Grundberührungen zu überstehen.
Um seine Boote in großer Stückzahl herstellen zu können, schloss sich J.F. 1843 den Novelty Iron Works in New York an, die am unteren Ende der 12. Straße in Brooklyn eine Fabrik für Schiffsdampfmaschinen betrieben. Mit 1500 Angestellten waren sie zu jener Zeit einer der größten Hersteller von Schiffsmaschinen in den USA. Dort hatte er ausreichend Platz um die Fabrikation seiner Boote auszuweiten. Die Grundlage für sein Geschäft bestand in seinem US-Patent Nr. 3974, das er 1845 für die Verwendung von gestanztem Wellblech zur Herstellung von Booten einreichte. Zur Herstellung einer gesamten Bootsseite aus Wellblech konstruierte er 1847 eine spezielle hydraulische Presse, die mit Hilfe unterschiedlicher Formstücke in der Lage war verschiedene Bootstypen und Längen zu fertigen. Durch die geschickte Pressung der längs laufenden Verstärkungen hatten seine Boote die Anmutung von Holzbooten in Klinkerbauweise. Als Auftriebshilfe verbaute er bis zu zehn Metallkästen an Bug, Heck und unter den Ruderbänken. Sein erstes Boot bestand aus insgesamt 4 verschiedenen Blechformen, die an den Rändern vernietet wurden. Er fertigte auch Bootsschalen in kleineren Teilen, um diese zu versenden. Zur späteren Verbindung der Teile verwendete er Eichenholz an den Stoßfugen, damit die Metallstücke miteinander vernagelt werden konnten.
Der Verkauf seiner Rettungsboote brachte J.F. den geschäftlichen Erfolg, aber auch in Platznot bei den Novelty Iron Works. Daher gründete er 1850 mit 250.000 $ Grundkapital die Metallic Life-Boat Company in Greenpoint (Brooklyn), um dort die Fertigung seiner Rettungsboote vorzunehmen. Daneben produzierte er auch seine zweite, berühmte Erfindung: die Rettungskapsel (metallic-life-car). Mit seiner Presse konnte er 1853 täglich die Formteile für 40 Boote herstellen. Seine Rechte und Patente konnte er an Schiffswerften in Großbritannien, Frankreich, Deutschland und Russland verkaufen.

## Francis-Rettungsboot

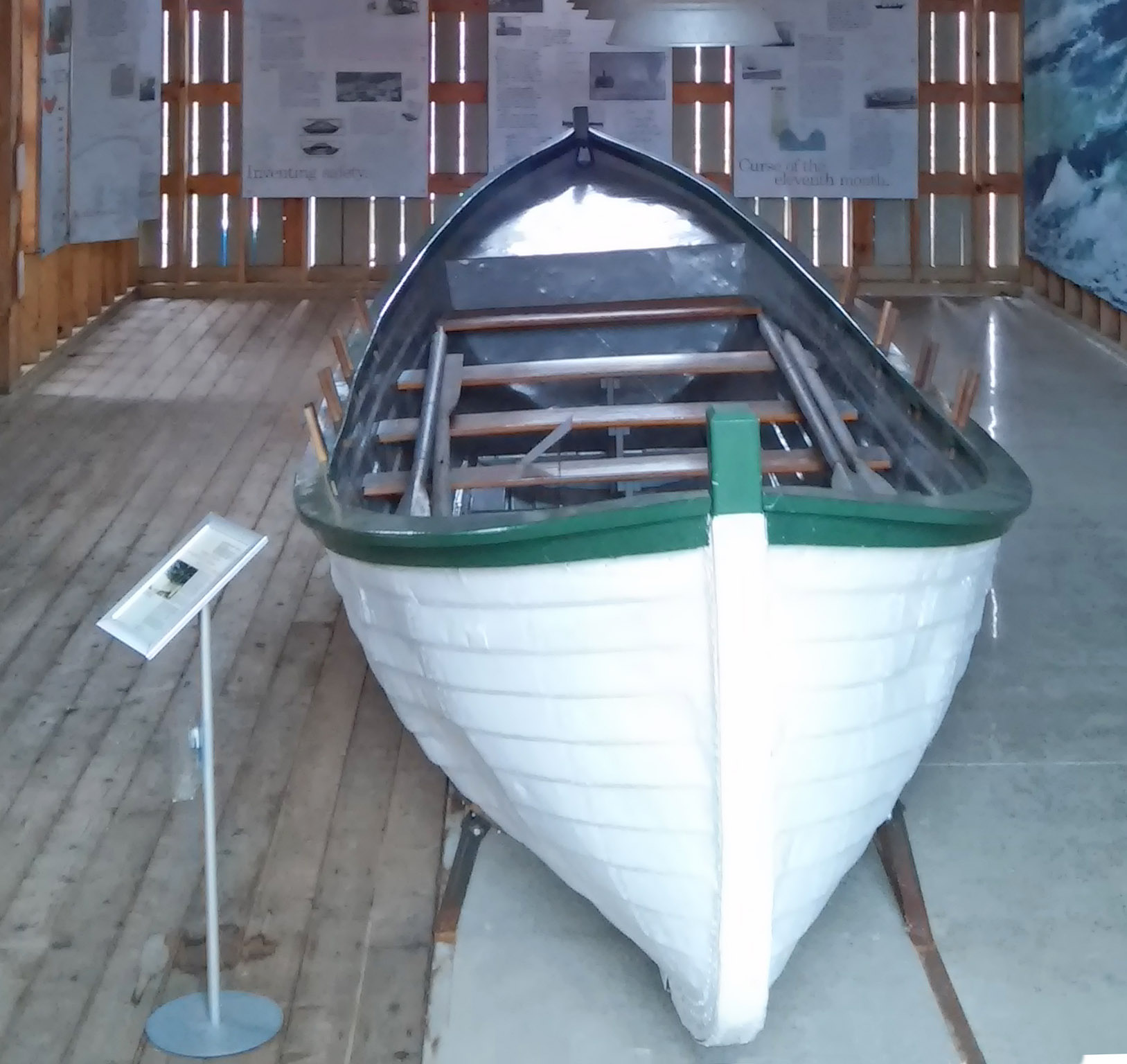
Ein Francis-Rettungsboot in Douglas

Durch seine verschiedenen Formstücke für die Presse konnte J.F. seine patentierten Rettungsboote aus kanneliertem Eisen in Längen zwischen 20 und 30 Fuß (6 bis 9 Meter) Länge anfertigen. Die Boote besaßen am Dollbord einen Fender aus Gummi zum Schutz beim seitlichen Anlegen am Havaristen und der Rumpf war eingeteilt in bis zu zehn wasserdichte Abteilungen. Bei deutlich höherer Festigkeit waren sie leichter als vergleichbar stabile Holzboote. Als Francis life-boat wurden seine Boote sehr erfolgreich und weltweit verkauft bzw. in Lizenz gefertigt. Der Vorteil der Eisenboote gegenüber den Holzbooten war ihre einfachere Unterhaltung, denn sie benötigten kaum Wartung. Die Holzboote mussten stets gut gepflegt werden, da sich sonst wegen der Austrocknung des Holzes die Rumpfschale öffnete und die Boote dadurch undicht wurden. Außerdem waren sie resistent gegenüber Hitze und Feuer und konnten nicht verrotten.(S. 10)
Die ersten preußischen Rettungsstationen an der Ostsee und die Vorgängervereine der Deutschen Gesellschaft zur Rettung Schiffbrüchiger (DGzRS) in Emden, Bremen und Hamburg erhielten bei ihrer Gründung Francis-Boote aus den USA als Erstausstattung. S. 108 Von 1860 bis 1866 lieferte die Bootswerft James A. Mac Donald & Co. in Hamburg Francis-Boote in Lizenzfertigung. Die Werft wurde 1867 durch die Hamburger Reiherstiegwerft übernommen, die dann auch Lizenzbauten anfertigen durfte. Aber auf Dauer waren die Francis-Boote der DGzRS in ihrer Tragfähigkeit zu gering und ihre schlechte Steuerbarkeit in der Brandung war von Nachteil. Daher entwickelte man in Deutschland auf Basis des Francis-Boots ein Deutsches Normalrettungsboot, das ebenfalls erfolgreich exportiert werden konnte.
In seinem Heimatland fanden Francis-Boote nicht die Zustimmung wie im Ausland. Besonders die lokalen surfmen von New Jersey und Massachusetts lehnten das für sie mit 680 kg zu schwere Eisenboot ab. Hintergrund waren die von ihnen bevorzugten leichten Rettungsboote (surf boats) aus Zedernholz von rund 400 kg Gewicht. Die leichte Konstruktion war für die amerikanischen Rettungsleute wichtig, da sie ähnliche Probleme wie die Retter in Europa an Nord- und Ostsee hatten, denn die Rettungsboote mussten mühsam über weite, flache Strände zum Wasser gebracht werden, wo dann noch viele flache Stellen und Sandbänke das manövrieren erschwerte. J.F. hatte die leichten Holzboote als nicht widerstandsfähig genug betrachtet, da sie häufig bei Grundberührungen oder beim Überfahren von Felsen zu Bruch gingen. Daher und wegen der Selbstlenzung hatte er seine Boote mit einem doppelten Boden ausgestattet, was auch zum höheren Gewicht beitrug. Bei den ersten Modellen hatte J.F. den Unterboden noch in Holz ausgeführt, der anfällig auf Rissbildung war und auch zu Bruch ging. Daher fertigte er die nächste Generation komplett aus Eisen und befestigte unter dem Boden eine Gleitsohle aus Holz als 'Opferschicht'.
Ein erhaltenes Original-Francis-Boot liegt noch in einer Garage neben einem historischen Gebäude in Douglas im Staate Michigan. Das Boot war zwischen 1854 und 1863 in der Nähe des Leuchtturms bei Saugatuck am Michigansee stationiert gewesen. Es war eins von 48 Booten, die für die großen Seen beschafft worden waren.

## Francis-Rettungskapsel
J.F. erkannte schon in jungen Jahren, dass die meisten Havarien in Küstennähe passierten. Dabei war es sehr schwierig und gefährlich für die Retter mit einem Boot durch die Brandung zum Havaristen zu fahren. Daher kam ihm der Gedanke zu einem vollständig geschlossenen Rettungssystem, das er erstmals 1838 zu Papier brachte. Es sollte stabil und sicher genug sein, um Passagiere unabhängig von Wind und Seegang durch die Brandung transportieren zu können.(S. 6) Erst Jahre später griff er die Idee wieder auf und verbesserte 1847 den Entwurf mit der Verwendung von Riffelblech gemäß seiner Erfindung von 1845. Die von ihm als life-car bezeichnete Rettungskapsel aus verzinktem Eisen hatte die Form eines U-Bootes. Nachdem man eine stabile Leinenverbindung zu einem gestrandeten Schiff hergestellt hatte, konnte die Kapsel daran über zwei große Metallringe angehangen und dann zwischen Schiff und Ufer hin und her gezogen werden. Auf der Oberseite der Kapsel war eine kleine Luke, durch die zwei bis vier Personen ins Innere steigen und sich hinlegen konnten, während sie an Land gezogen wurden. Winzige Löcher in der Oberfläche sorgten dafür, dass die Passagiere während der Fahrt genügend Luft erhielten.
Die erste erfolgreiche Bergung mit dem life-car ist für den 12. Januar 1850 verzeichnet. Bei einem heftigen Schneesturm war das britische Auswandererschiff Ayrshire vor der Küste von New Jersey auf eine Sandbank gelaufen. Für die örtlichen Seenotretter am Strand war zu gefährlich ein Rettungsboot in die Brandung zu schicken. Daher beschlossen sie die kürzlich neu übernommene Rettungskapsel einzusetzen. Es gelang ihnen von den 166 Passagieren und 36 Besatzungsmitgliedern bis auf einen alle sicher an Land zu bringen. In den nächsten drei Jahren rettete dieses Gerät allein an der Küste von New Jersey mindestens 1.400 Menschen sowie unzählige Mengen wertvoller Fracht.(S. 53+54)
Durch die geschlossene Bauweise waren die Passagiere in der Kapsel vor Wetter und den Wellen geschützt. Auch längere Distanzen konnten damit überwunden werden. Jedoch war sein Gewicht von Nachteil, wodurch der Aufbau am Strand schwierig und langwierig sein konnte. Durch die Entwicklung der Hosenboje wurde der life-car mit den Jahren abgelöst. Beim amerikanischen Rettungsdienst stand er bis 1899 in Gebrauch und rettete eine Vielzahl an Menschenleben.

## Ehrungen und Tod
Die nach den Plänen J.F. gefertigten Rettungsboote und Rettungskapseln blieben bis zum Ende des 19. Jahrhunderts in Gebrauch. Allein in den vier Jahren von 1850 bis 1854 konnten durch seine Erfindungen mehr als 2.100 Passagiere von Schiffen gerettet werden.
Für seine Arbeit über ein halbes Jahrhundert und seine 23 patentierten Erfindungen, die ungezählte Menschenleben auf der ganzen Welt gerettet haben, erhielt Joseph Francis 1888 eine Goldmedaille vom Kongress der Vereinigten Staaten. Es war die größte Medaille, die jemals vom Kongress verliehen wurde. Neben dieser Ehrung erhielt er weitere Auszeichnungen und Medaillen aus Europa und Russland.
International berühmt starb J.F. im Alter von 92 Jahren in Otsego Lake, New York, wo er viele Jahre gelebt hatte. Sein Leichnam wurde nach Lakewood überführt und neben seiner Frau Ellen auf dem Lakewood Cemetery begraben.